# Arinae
Vẹt Tân Thế giới (Danh pháp khoa học: Arinae) là một phân họ của họ Vẹt với 150 loài được xếp trong 32 chi, chúng được tìm thấy ở xuyên suốt Nam Mỹ và Trung Mỹ, Mexico và quần đảo Caribbe, và cũng có hai loài đã tuyệt chủng ở Bắc Mỹ. Hiện hành chúng cũng được tìm thấy ở các quần đảo Thái Bình Dương như Quần đảo Galapagos. 

## Đại cương
Những loài vẹt này được biết đến ở châu Âu từ thời kỳ của Columbus khi ông này khám phá châu Mỹ vào năm 1492. Nhiều loài trong chi nhứ nhất đã tuyệt chủng ở nhiều quốc gia thời gian gần đây, nhiều loài trong chi thứ hai đã tuyệt chủng trong tự nhiên và nhiều loài trong chi thứ ba được xếp hạng nguy cấp bởi IUCN. Một ít trong số chúng có nguy cơ tuyệt chủng với tình trạng còn ít hơn 500 cá thể đang được nuôi nhốt hoặc ở trong tự nhiên.
Lý do chính cho sự nguy ngập của dân số vẹt Tân thế giới là do tình trạng mất môi trường sống bởi nạn chặt phá rừng, đốt rừng để có đất nông nghiệp cũng như việc bắt giữ chúng làm cảnh và mối đe dọa từ các loài xâm lấn, những loài loài du nhập ăn thịt phi bản địa. Cục bộ địa phương thì tình trạng biến đổi khí hậu cũng ảnh hưởng đến dân số của chúng. Các loài vẹt này được cho là đã hiện diện ít nhất là 30-55 triệu năm trước đây, những hóa thạch còn sót lại của tông Arini có niên đại 16 mya trong thế Pleistocene.

## Các loài
Các loài dưới đây thuộc về phân họ Arinae
- Tông Arini
  - Cyanoliseus –
  - Enicognathus (2 loài)
  - Rhynchopsitta – (2 loài)
  - Pyrrhura
  - Anodorhynchus – blue macaws (2 loài còn sống, một loài đã tuyệt chủng)
  - Leptosittaca –
  - Ognorhynchus –
  - Diopsittaca –
  - Guaruba –
  - Conuropsis – đã tuyệt chủng
  - Cyanopsitta
  - Orthopsittaca –
  - Ara – (8 loài còn sống, 1 loài tuyệt chủng gần đây)
  - Primolius –s (3 loài, gọi là Propyrrhura)
  - Aratinga – (gần 25 loài còn sống và 01 loài bị tuyệt chủng gần đây)
  - Nandayus –
- Tông Androglossini
  - Pionopsitta –
  - Triclaria –
  - Pyrilia (7 loài, trước đây có Pionopsitta).
  - Pionus (8 loài)
  - Graydidascalus –
  - Alipiopsitta –
  - Amazona – amazon parrots (khoảng 30 loài còn sống và có 01 phân loài đã bị tuyệt chủng)

Theo Schodde một số loài sau đây:
- Tông Forpini
  - Forpus (7 loài)
- Tông Amoropsittacini
  - Nannopsittaca (2 loài)
  - Psilopsiagon (2 loài, trước đó ở Bolborhynchus)
  - Bolborhynchus (3 loài)
  - Touit (8 loài)
- Arini
  - Pionites – (4 loài)
  - Deroptyus –
- Androglossini
  - Hapalopsittaca (4 loài)
  - Brotogeris (8 toài)
  - Myiopsitta (1-2 loài)